# 中華民國—塞爾維亞關係
中華民國與塞爾維亞共和國無正式外交關係，目前也沒有在對方首都互設具大使館功能的代表機構。對塞爾維亞的相關事務由駐匈牙利臺北代表處兼轄。

## 政治

### 外交

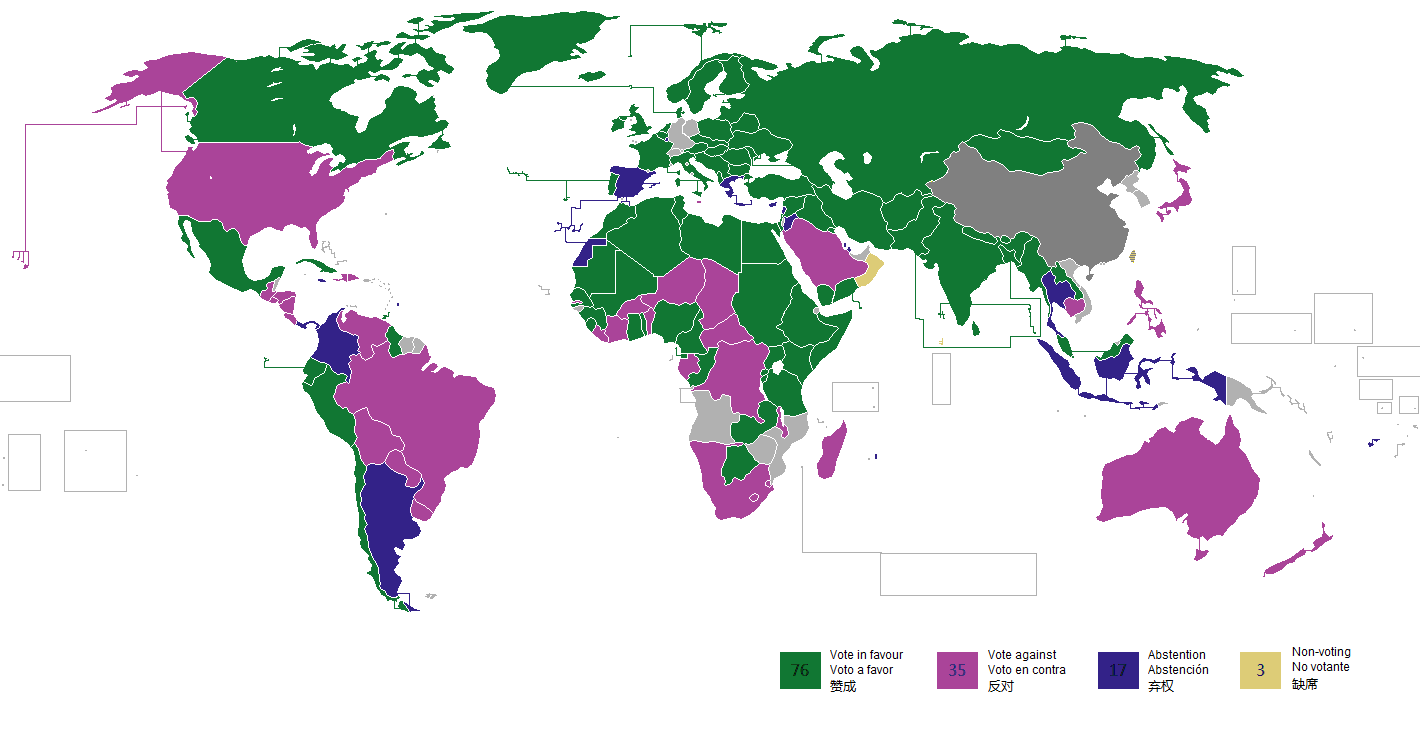
綠色國家表示在1971年的投票中反對中華民國續留聯合國，即《聯合國大會2758號決議》，塞爾維亞當時是南斯拉夫的塞爾維亞社會主義共和國，由南斯拉夫作為主權國家參與投票。

2008年2月19日，被塞爾維亞視為其領土的科索沃宣佈獨立兩天後，中華民國外交部正式承認科索沃共和國。
2017年10月16日，塞爾維亞地方經濟發展聯盟執行長尤芳諾維奇（Violeta Jovanović）與塞爾維亞地方政府5位市長抵台訪問。21日，在中華民國外交部人員陪同赴宜蘭市區餐廳用餐時，克魯舍瓦茨市長奈斯托羅維奇（Dragi Nestorović）突然臉色發紫倒地，送醫不治。22日，宜蘭地方法院檢察署檢察官與法醫解剖，初步認定奈斯托羅維奇是因為用餐時心律不整昏厥跌倒，因撞到頭部導致腦出血死亡。

## 經濟

### 貿易
2012年10月27日，經濟部國際貿易局委託中華民國對外貿易發展協會（外貿協會）與46家台灣業者籌組「2012年中東歐暨巴爾幹潛力市場拓銷團」，是台灣睽違塞爾維亞市場20年後的首發團。
| 年分 | 貿易總額   | 貿易總額 | 貿易總額 | 出口至塞爾維亞 | 出口至塞爾維亞 | 出口至塞爾維亞 | 自塞爾維亞進口 | 自塞爾維亞進口 | 自塞爾維亞進口 | 順逆差 |
| 年分 | 金額       | 年增減   | 排名     | 金額           | 年增減         | 排名           | 金額           | 年增減         | 排名           | 順逆差 |
| ---- | ---------- | -------- | -------- | -------------- | -------------- | -------------- | -------------- | -------------- | -------------- | ------ |
| 2017 | 49,428,939 | ▲72.7%   | 105      | 28,560,769     | ▲86.8%         | 99             | 20,868,170     | ▲56.6%         | 100            | 順差▲  |
| 2018 | 55,602,487 | ▲12.4%   | 102      | 44,107,112     | ▲54.4%         | 91             | 11,495,375     | ▼44.9%         | 109            | 順差▲  |
| 2019 | 41,652,604 | ▼25.1%   | 108      | 33,817,497     | ▼23.3%         | 95             | 7,835,107      | ▼31.8%         | 115            | 順差▼  |
| 2020 | 28,636,772 | ▼31.2%   | 114      | 20,425,881     | ▼39.6%         | 107            | 8,210,891      | ▲4.8%          | 110            | 順差▼  |
| 2021 | 28,071,375 | ▼2.0%    | 119      | 19,358,329     | ▼5.2%          | 108            | 8,713,046      | ▲6.1%          | 113            | 順差▼  |
| 2022 | 32,612,315 | ▲16.2%   | 119      | 20,210,192     | ▲4.4%          | 112            | 12,402,123     | ▲42.3%         | 107            | 順差▼  |
| 2023 | 32,380,325 | ▼0.7%    | 114      | 19,156,335     | ▼5.2%          | 109            | 13,223,990     | ▲6.6%          | 105            | 順差▼  |
| 2024 | 34,669,576 | ▲7.1%    | 115      | 21,018,210     | ▲9.7%          | 102            | 13,651,366     | ▲3.2%          | 106            | 順差▲  |

2023年的兩國貿易項目如下：
出口至塞爾維亞的前10大項目為：電話機（包括智能手机），以及其他傳輸或接收聲音、圖像之有線或无线网络通訊器具；集成电路；自動資料處理機、磁性或光學閱讀機；合成橡胶之板、片、條與從油類獲得之硫化油膏；特定用途機器之零件與附件；其他鋼鐵製品；診斷或實驗用有底襯之試劑或配製試劑，以及檢定參照物；不鏽鋼扁軋製品；其他机械零件；碟片、磁带、固態非揮發性儲存裝置、智慧卡與其他錄音或錄製之媒體等。
自塞爾維亞進口的前10大項目為：有機表面活性剂、洗滌與清潔製劑；銅礦石及其精砂；供餐桌、廚房、盥洗室、辦事室、室內裝飾或類似用途玻璃器；自行車或機動車輛用之電氣照明或信號設備、擋風板刮刷器、去霜或去霧器；新橡膠氣胎；調製動物饲料；烟叶；雪茄菸、呂宋菸、小雪茄菸與紙菸；女用或女童用服飾；液體泵、液體昇送器等。

### 投資
根據中華民國經濟部投資審議司統計，截至2023年，兩國無官方直接投資紀錄。雖然無紀錄，但由臺商所設立的Green Group控股公司除在羅馬尼亞外，亦在塞爾維亞興建資源回收工廠。貿聯集團（BizLink）於2017年收購塞爾維亞Leoni Technology SRB d.o.o.電器線束事業部，生產家用电器與電器設備的電纜系統，並於2018年興建獨立廠房，其面積9,000平方米。

## 簽證

持中華民國護照的中華民國國民簽證要求分布圖：入境塞爾維亞需要簽證。

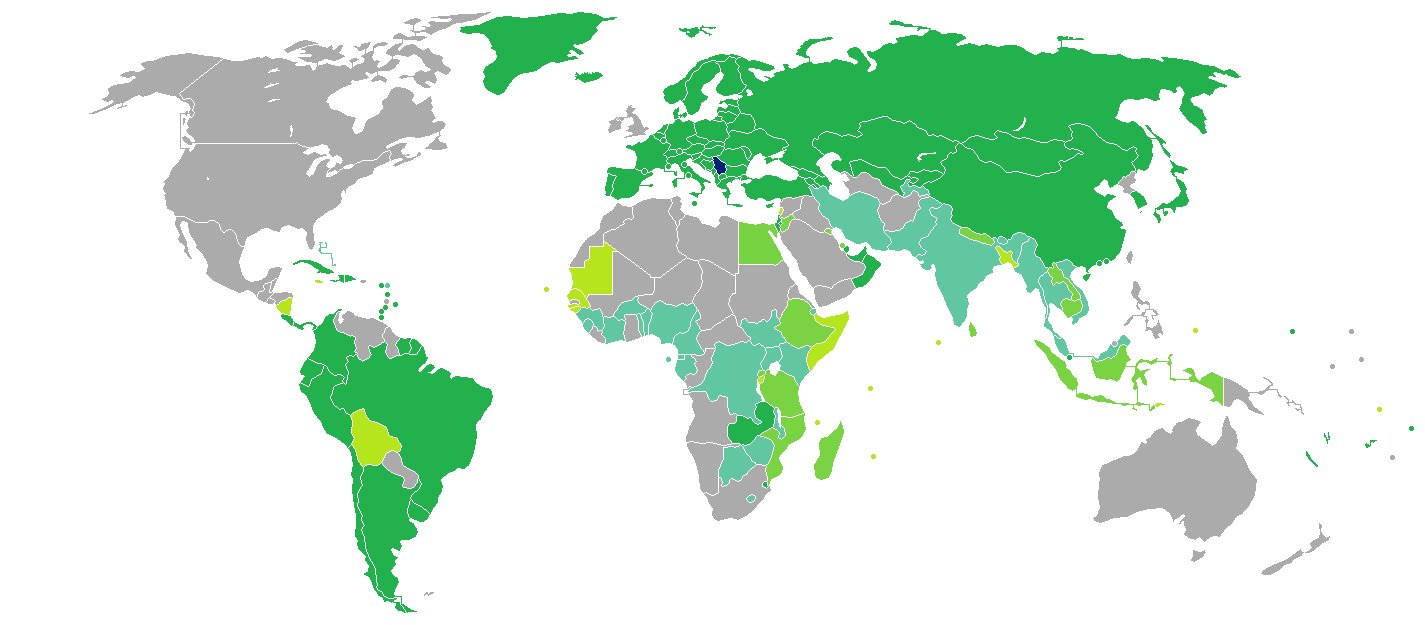
持塞爾維亞護照的塞爾維亞國民簽證要求分布圖：入境中華民國需要簽證。

兩國國民皆須申請簽證方可入境對方國家。塞尔维亚政府規定持有中華民國護照的中華民國國民無論有無歐盟居留證、美國居留證或簽證，無論是入境、過境或轉機，均須申請簽證，可前往鄰近的塞爾維亞駐外使領館辦理。中華民國國民前往科索沃可免簽證。
持有塞爾維亞護照的塞爾維亞國民抵台參加由中央政府機關主辦、協辦或贊助之國際會議、運動賽事、商展或其他活動，可以電子簽證入境中華民國，停留最多30天並不得延期。

## 交通

### 航空

#### 客運
兩國無直航班機，可經由（不計航點遠近，截至2023年7月17日）：
- 臺北松山→天津[註 1]，再轉機前往塞爾維亞的國際機場（英语：List of airports in Serbia）。
- 臺北桃園→北京-首都、天津、杜拜、伊斯坦堡、倫敦、巴黎、羅馬、米蘭、慕尼黑、法蘭克福、阿姆斯特丹、維也納、布拉格、紐約、芝加哥→塞爾維亞。
- 高雄→北京-首都、天津→塞爾維亞。

## 外部連結
- 中華民國外交部－塞爾維亞共和國簡介 （页面存档备份，存于）
- 駐匈牙利台北代表處
- 外交部領事事務局－國外旅遊警示分級表
- 中華民國衛生福利部－國際旅遊疫情建議等級
- 中華民國國際經濟合作協會 （页面存档备份，存于）